# Gedő József
Homoródszentmártoni Gedő József (Abrudbánya, 1778. augusztus 21. – Kolozsvár, 1855. augusztus 29.) politikus, irodalmár.

## Életpályája
Kolozsváron tanult jogot (1791–1798), de édesapja halála után (1800) abbahagyta és átvette a rámaradt földterület vezetését. 1834-től mint királyi megbízott részt vett az országgyűléseken. 1846-ban Kolozsvárra költözött. 1848-ban a pesti közös országgyűlés főrendiházába is helyet foglalt.
Nagy irodalombarát volt. Négyezer kötetes könyvtárát a kolozsvári unitárius kollégiumra hagyta. A magyar nyelven kívül a francia, a német és a latin nyelvekben is járatos volt.

## Családja
Szülei: Gedő József (1743–1800) és Kénosi Sándor Klára voltak. 1813. február 16-án haranglábi Szathmári Annát (?-1841) vette feleségül. Öt gyermekük született: József, Klára, Anna, László (1819–1841) és Terézia.